# Hotel 13
Hotel 13 ist eine deutsche Jugend-Seifenoper, die gemeinschaftlich von Studio 100 und Nickelodeon produziert und vermarktet wurde. Die Serie wurde ab dem 3. September 2012 auf Nickelodeon ausgestrahlt. Die deutsche Version wurde international synchronisiert und dann auf den nationalen Nickelodeon-Ablegern ausgestrahlt. In Deutschland hatte die Serie 8- bis 12-Jährige als Zielgruppe, in den Niederlanden 6- bis 12-Jährige.

## Handlung – Staffel 1
Im Hotel 13, das am Meer liegt, lernen sich sechs Teenager kennen. Tom (Patrick Baehr) und Anna (Carola Schnell) wollen in den Ferien im Hotel arbeiten, Flo (Marcel Glauche) macht in der Küche eine Ausbildung, Victoria (Hanna Scholz) ist ein verwöhnter Gast und Jack (Gerrit Klein) ist der Sohn des Hoteleigentümers. Hinzu kommt Annas Freundin Liv (Julia Schäfle). Doch Zimmer 13 birgt ein Geheimnis von geheimnisvollen Uhren bis zur mysteriösen Zeitmaschine.

### Staffel 1, Teil 1: Das Abenteuer beginnt
Als Tom seinen Goldfisch beerdigen will, findet er unter dem Baum ein Kästchen mit einer alten Postkarte und der Botschaft, er solle in acht Jahren im Hotel 13 das verborgene Zimmer 13 finden. So macht sich Tom auf den Weg, um dort zu jobben. Als er auf Anna trifft, die ebenfalls im Hotel 13 einen Ferienjob will, funkt es zwischen den beiden. Tom sucht das Zimmer 13, doch das Zimmer ist nicht zu finden. Kurz darauf kommt Victoria, die Tochter einer Hotelkritikerin, im Hotel an. Jack, der Sohn des Hotelchefs kann Tom und Anna nicht leiden und will, dass sie aus dem Hotel wieder verschwinden. Zudem verfolgt er zusammen mit seinem Vater eigene Ziele.
Später kommt die Mutter von Victoria, Frau Lippstein ins Hotel. Sie bemerkt erst jetzt, wie verwöhnt ihre Tochter ist und verdonnert sie dazu ebenfalls im Hotel zu arbeiten. Annas beste Freundin Liv ist angereist, um Anna zu unterstützen. Tom sucht in Herrn Leopolds Büro nach einem Grundriss des Hotels. Er vermutet ihn unter dem Schreibtisch in einem Safe. Herr Leopold hätte ihn beinahe auf frischer Tat ertappt. Anna kann Tom aus der Patsche helfen, jedoch will sie jetzt wissen, was er dort gemacht hat. Tom erzählt ihr von dem Auftrag, doch Anna glaubt ihm nicht.
Die verwöhnte Victoria versucht alles um gefeuert zu werden, aber Flo, der Küchenjunge, der sich in sie verliebt hat, behebt alle ihre absichtlichen Fehler. Doch er kann damit Victoria nicht beeindrucken. Mit Hilfe von Flo kommen Tom und Anna endlich an den Grundriss des Hotels, darauf befindet sich auch das Zimmer 13. Nun erfährt auch Liv von der Sache und beteiligt sich an der Suche. Sie finden heraus, dass das Zimmer irgendwas mit der Jukebox zu tun hat und teilen sich auf. Anna hat die Jukebox eingewickelt, damit niemand hört, wenn sie spielt, Tom schaut sich das Bild genauer an, und Liv beobachtet den Flur und tatsächlich, als Anna die Jukebox spielen lässt, erscheint das Zimmer 13. Tom und Liv stehen genau davor. Doch die Freude ist nur von kurzer Dauer, denn die Tür ist abgeschlossen und mit dem Ende des Liedes verschwindet auch Zimmer 13 wieder. Sie brauchen also den Zimmerschlüssel, doch da dieser nicht vorhanden ist, benötigen sie den Generalschlüssel des misstrauischen Herrn Leopold, der diesen aber nicht aus der Hand gibt. Überhaupt verhält sich Herr Leopold oft recht merkwürdig. Außerdem erhält er immer geheimnisvolle Päckchen.
Jack und Victoria haben schon wieder einen neuen hinterlistigen Plan. Sie haben das letzte Päckchen aus Herrn Leopolds Büro entwendet und auf Toms Schreibtisch gestellt und behaupten, er hätte es geklaut. Natürlich hat Tom es auch geöffnet und in dem Päckchen eine Uhr gefunden. Doch genau in dem Moment kommt Herr Leopold herein. Für ihn gibt es nur eine Möglichkeit: Kündigung für Tom! Aber dann hilft Flo, denn er weiß, dass Jack das Paket entwendet hat. Nun muss Jack auch als Ferienjobber arbeiten. Durch Zufall bekommt Anna doch den Generalschlüssel. Tom macht einen Abdruck davon und fertigt ein Duplikat an. Es funktioniert nicht, da das Schloss zwischenzeitlich ausgetauscht wurde. Doch mit Hilfe von Frau Hennings finden sie den richtigen Schlüssel zu Zimmer 13. Endlich können sie hinein. Das Zimmer ist mit altem Inventar eingerichtet. Es gibt eine Standuhr, die rückwärts geht. Sie merken, dass die Jukebox nur an einer Steckdose das Zimmer zu Vorschein bringt. Tom, Anna und Liv verfolgen die Leitung, die zur Wandlampe vor Zimmer 13 führt. Dort finden sie einen Münzeinwurf, sie werfen die Münze von Zimmer 13 hinein, das Zimmer 13 erscheint und mit Livs Hilfe können sie hinter der Standuhr im Zimmer 13 einen weiteren Raum mit einer riesigen Maschine entdecken.
Der berühmte Star Brandon Goodman zieht ins Hotel, um dort eine Szene für seinen Film zu drehen, aber er hat keine Ruhe vor Liv und Victoria. Tom beschmutzt die Wand. Um sie überzustreichen, hängt er eine Plane hin und ölt den Aufzug zu Zimmer 13 ein. Jetzt sieht und hört niemand, wenn sie in das Zimmer 13 gehen. Im Zimmer sind Anna und Tom überrascht, denn an der Maschine ist eine Tür aufgetaucht. In der Maschine ist ein Kaninchen, das sie Gismo nennen. Victoria ist immer noch sauer auf Jack. Liv bekommt die Rolle mit Brandon, doch bei ihrem Date mit ihm verliebt sie sich in ihn und als sie erfährt, dass Brandon nur eine Rolle geübt hat und nicht in sie verliebt ist, ist sie am Boden zerstört. Schließlich bekommt Victoria die Rolle dank Flo.
Aus Versehen setzt Liv die Maschine in Gang und plötzlich ist Gismo verschwunden. Jack wird immer misstrauischer, da er gesehen hat, wie Tom, Anna und Liv hinter der Plane verschwinden. Ein weiteres Mal starten sie die Maschine mit einer eingebauten Kamera, um herauszufinden, was die Maschine kann. Als sich die Tür öffnet, ist Gismo wieder da, mit einem Zettel um den Hals. Professor Magellan möchte eine Zeitung, aber es gibt ein Problem, sie können nicht wegen jeder Nachricht wieder in das Zimmer. Sie beschließen, selbst in die Maschine zu gehen. Doch als sie wieder aussteigen, hat sich die ganze Einrichtung verändert. Sie finden heraus, dass sie im Jahr 1927 gelandet sind. Die Maschine ist eine Zeitmaschine. Sie sehen auch Paul und Robert, die Vorfahren von Jack und Richard. Tom und Anna müssen Liv retten, die sich in einer Kiste mit Fischen versteckt hat und aus Versehen entführt wurde. Flo glaubt immer noch, dass er Tom, Anna und Liv weggezaubert habe, aber Vincent sagt ihm, dass es keine Magie gebe. Anna, Tom und Liv reisen wieder zurück. Robert redet mit Magellan, denn er hat vor ins Jahr 2013 zu reisen.
Flo sucht immer noch verzweifelt nach Lukas, der mittlerweile schon das ganze Hotel auf den Kopf gestellt hat. Lukas ist sehr froh, dass er Flo so viel bedeutet. Eigentlich müssten alle arbeiten, denn im Hotel herrscht Hochbetrieb. Victoria bittet Jack den anderen freizugeben. Als Anna, Liv und Tom nicht im Hotel sind nutzt Jack das schamlos aus und durchsucht die Zimmer der Anderen. Er findet bei Tom die alte Postkarte von Magellan. Richard ist geschockt, als er feststellt, dass er an der falschen Stelle gesucht hat. Er beobachtet Tom die ganze Zeit, denn Richard ist sich sicher, dass sie das Zimmer noch nicht gefunden haben. Jack wird wieder der Boss und Victoria ist auch wieder von ihm beeindruckt. Tom versucht sich immer mehr Anna zu nähern. Liv ist in der Vergangenheit die Muse für einen sehr berühmten und auch längst verstorbenen Musiker geworden. Tom will Anna unbedingt seine Liebe gestehen und ihr den Liebesbaum zeigen, in den er „T + A“ für Tom + Anna geritzt hat. Doch etwas Seltsames ist passiert, der Liebesbaum ist weg, da Liv in der Vergangenheit unbewusst einen Fehler gemacht hat.
Victoria möchte unbedingt, dass Jack und Flo Freunde werden und sie verlangt sogar, dass Jack Flo zum Golf einlädt. Liv hat sich in einen Jungen aus der Vergangenheit verliebt. Richard fragt Tom, Anna und Liv aus und konfrontiert sie mit der Postkarte. Tom macht einen entscheiden Fehler, als er behauptet, dass er die Karte nicht kenne, aber er sprach von dem Jahr der Karte und nun ist sich Richard sicher, dass sie mehr über das Zimmer wissen als er und sein Vater Paul. Tom hat ein Picknick organisiert, aber bei Anna ist das Hauptgesprächsthema immer Liv.
Lenny will dem Restaurantkritiker von seinen Kochkünsten zu überzeugen, doch es klappt nicht immer. Mit der Hilfe von Victoria und Flo schafft er es doch noch den Kritiker mit seiner klassischen Küche zu überzeugen. Liv, die allein in die Vergangenheit gereist ist, um ihren Schwarm wieder zu treffen, macht eine Entdeckung. Sie sieht Magellan, der in einem Versteck hinter den Büchern eine kleine Kiste hervorhebt. Sie ist sich sicher, es muss sich um diese kleine Kiste handeln, die Tom suchen sollte. Sie reist zurück, holt die Kiste und will zu Tom und Anna. Doch Jack hält sie auf. Liv lässt die Münze von Zimmer 13 fallen und Jack nimmt sie ihr ab.

### Staffel 1, Teil 2: Das Rätsel der Zeitmaschine
Liv will Tom und Anna nicht sagen, dass Jack die Münze hat, und gibt ihnen die Kiste. Lenny freut sich, denn dank Flo und Victoria hat er eine gute Kritik für seine Kanonenkugeln bekommen. Herr Leopold und Jack installieren Kameras im Hotel, um zu sehen, wann Anna, Tom und Liv in Zimmer 13 gehen. Liv erzählt Anna, dass Tom in sie verliebt wäre, doch als sie ihn darauf anspricht, will er es nicht zugeben. Tom und Anna finden in der Kiste ein Bild, auf dem sie zusammen im Cafe sitzen. Sie denken, es wäre ein Scherz von Liv. Flo versucht Victoria beim Toiletten putzen zu helfen. Victoria möchte nichts mehr mit Jack zu tun haben. Flo hat sich selbst gefesselt und der Topf brennt, zum Glück kann Lenny das Schlimmste verhindern. Tom, Liv und Anna machen sich auf den Weg zu dem Cafe, doch Jack verfolgt sie. Kaum haben sie sich gesetzt, wird ein Foto geschossen, doch nicht von Magellan, sondern von einem jungen Mädchen. Das Bild ist mit dem aus der Kiste identisch. Victoria hat sich in einen Schlagzeuger namens Danny verliebt, was Flo weniger freut. Bald stellt sich jedoch heraus, dass Danny ein Mädchen und sogar eine alte Freundin von Flo ist. Als Jack duscht versucht Liv ihm die Münze abzunehmen was ihr zwar gelingt aber dank der Kameras kann Richard sie ihr sofort wieder abnehmen. Tom und Anna bemerken, dass die Münze weg ist. Liv gesteht Anna und Tom, dass Jack sie ihr abgenommen hat. Liv erzählt Jack, dass die Münze Unglück bringt, und sie sabotieren ihn. Doch bevor Jack ihr die Münze wieder gibt, zeigt Richard ihm, dass er sabotiert wurde. Mit einer Alterungs-App findet Liv heraus, dass Tom Magellan ist.
Jetzt ergibt alles Sinn. Sie finden Frau Hennings auf dem Gang dort, wo normal Zimmer 13 ist, und diese warnt Anna vor einem Mann mit schwarzen Augen. Richard holt eine Pflegerin für Frau Hennings. Ruth und Lenny üben für einen Tanzwettbewerb. Frau Hennings redet nicht mehr. Jack sabotiert Flo, um bei Victoria gut dazustehen. Doch Liv klärt sie über Jack auf. Victoria hilft Liv und dank ihr haben sie die Münze wieder. Sie wollen in das Zimmer 13, doch zum Glück bemerkt Tom in letzter Sekunde die Kamera. Victoria ist völlig abweisend zu Jack. Tom hat einen Plan, Liv lenkt Jack und Herr Leopold ab, währenddessen manipulieren Anna und Tom die Kameras, indem sie Bilder davor hängen. Flo hat Victoria gesagt, er könne tanzen und muss nun mit ihr tanzen.
Tom, Anna und Liv gehen nun in Zimmer 13, doch das Bild vor der Kamera verschiebt sich und Herr Leopold und Jack sehen Zimmer 13. Zum Glück ist der Aufzug schnell genug heruntergefahren, bis die beiden da sind. Ruth hilft Flo tanzen zu lernen, denn der ist ein mehr als miserabler Tänzer. 1927 hat Diederich Liv schon sehr vermisst. Beim Tanztraining für Flo trampelt der ihr andauernd auf die Füße. Liv und Anna vermuten, dass Mister X der Mann mit den schwarzen Augen ist. Anna rempelt ein Hotelmädchen an – das lässt den Kaviar fallen, daraufhin feuert Robert sie. Während Liv mit Diederich tanzt, beobachten Anna und Tom Herrn Leopold und Mr. X. Herr Leopold gibt Mr. X den Auftrag, Magellan nach seiner Rückkehr zu töten. Frau Hennings malt ein Bild von einem Leuchtturm und Blitzen und Richard sieht sich dieses nachdenklich an. Anna, Tom und Liv reisen zurück in die Gegenwart, doch dort hat sich einiges verändert; in der Küche steht die unfreundliche Frau Foster, die die beiden zum Töpfe-Schrubben verurteilt.
Flo ist total übermüdet und will schlafen, doch die Frau hat auch für ihn noch Arbeit. Tom bemerkt schnell, sie müssen in der Vergangenheit etwas verändert haben, das auch die Gegenwart veränderte. Und noch mehr Dinge sind anders, die Zimmer sind total rustikal, Tom und Anna haben eine neue Zimmerbewohnerin namens Suzie, Herr Leopold und Frau Foster sind verlobt, Jack ist freundlich und hat eine Brille, Ruth ist Personalchef, Victoria ist wieder ein verwöhnter Gast und Lenny ist ein armer Bettler.
Sie bemerken auch schnell den Grund für die Veränderungen: Anna hat das Mädchen angerempelt und sie war Lilly Bode, Lennys Oma, weil sie entlassen wurde, war sie nie Köchin im Hotel und konnte Lenny nie kochen beibringen. Livs Armbanduhr ist weg und die Münze auch, da in Hotel 13 ein Dieb ist. Das Hotel ist pleite und Frida bestellt Essen, statt zu kochen. Tom findet heraus, dass jemand die Münze unter dem Namen „DesignSpecials123“ verkauft, und der Computer des Verkäufers steht in Richards Büro. Liv macht gerade ein Zimmer sauber und kaum ist sie weg, wurden auch die Grauschleiers bestohlen. Paul erwischt die drei im Büro seines Vaters, aber er hilft ihnen zu entkommen. Am nächsten Tag bekommt Tom einen Zettel in die Hand gedrückt, auf dem steht „Heute Nacht in der Küche, die Anti-Frosta-Verschwöhrung L.R.“. Nachts in der Küche treffen sie auf Ruth, Jack und Flo und LR ist Lady Rose eigentlich Victoria. Sie hecken einen Plan aus. Sie wollen die teure Tasche von Victoria in ihr Zimmer stellen und Frau Foster dabei erwischen, wie sie klaut. Und ihr Plan geht auf, nur erwischen sie nicht Frida, sondern Suzie.
Frida nimmt sie mit in ihr Büro. Und Suzie arbeitet nur für Frida Foster. Aber Tom hat schon einen neuen Plan. Flo gibt sich als Kunde aus und kauft etwas von ihr, dabei filmen sie Foster und der Plan geht auf und Herr Leopold wirft die Foster raus. Sie haben Livs Uhr und die Münze wieder zurück. Doch Anna und Victoria bekommen richtig Streit, als Anna erfährt, dass Tom und Victoria nun ein offizielles Paar sind. Tom und Anna reisen wieder zurück in das Jahr 1927 und finden heraus, dass Magellan noch ein Zimmer hat, während Liv im Gästebuch schaut, horchen Tom und Anna Robert und Mister X aus. Liv findet im Gästebuch das Zimmer von Nallegam, was rückwärts Magellan heißt, doch sie wird erwischt.
Zum Glück kann Diederich ihr aus der Patsche helfen. Tom geht in Magellans Zimmer und findet ein Buch seiner Erfindungen. Liv gab Diederich einen Kuss. Sie entdecken Lilly am Strand und nehmen sie mit ins Hotel. Zum Glück konnte Tom Mister X in Magellans Zimmer entkommen. Diederichs Vater ist Winston von Burghart; der soll für ihn ein gutes Wort für Lilly einlegen. Winston gibt Herr Leopold eine Vorauszahlung und Robert stellt Lilly wieder ein. Die Drei reisen wieder in die Gegenwart, doch kaum kommen sie aus Zimmer 13, ist Jack drin. Richard hat Liv, Anna und Tom fristlos gekündigt. Als Jack in das Zimmer geht, fährt es hinunter und er ist darin gefangen. Ruth ist entsetzt, dass Richard die drei vor die Tür setzt bei dem Unwetter. Lenny und Flo haben für sie ein Zelt aufgebaut mit Leuchten und Nahrung. Flo wurde vom Blitz getroffen und er hört nicht mehr gut. Ruth soll auf einen kleinen Hund aufpassen. Jack versucht weiterhin aus Zimmer 13 zu kommen, aber sein Vater ignoriert das völlig und daher schickt er einen Hilferuf per Video an Victoria, die Tom holen soll. Ruth hat den Hund verloren und Lenny muss ihr suchen helfen. Flo bringt „Tiger“ zurück und Stellas Vater will Flo als Dank in „Star Total“ auftreten lassen. Anna und Liv befreien Jack aus Zimmer 13, doch sie haben vergessen, dass sie von Kameras überwacht werden.
Anna und Liv haben die Etikette der Überwachungs-DVDs vertauscht. Anna rastet gegenüber Victoria vor Eifersucht aus. Lenny gesteht Flo, dass es keine Zauber-, sondern eine Tanzshow ist. Richard findet heraus, dass in Zimmer 13 eine Uhr ist. Ruth bringt Anna, Liv und den kranken Tom in einem Zimmer unter. Jack lässt Frau Hennings hypnotisieren, doch das funktioniert nicht. Flo übt weiter tanzen, das sieht aber gar nicht gut aus. Frau Hennings hat eine Vision einer Kutsche. Flo versucht, ein Bad Boy zu werden, was Victoria aber gar nicht gefällt und sie daher mit Jack Pizza essen geht. Frau Hennings besitzt eine zweite Münze für Zimmer 13 und sie hat furchtbare Albträume von der Kutsche. Richard lässt Tom, Anna und Liv wieder ins Hotel. Am nächsten Tag kommt eine Ärztin, die ihm Medikamente verschreibt. Liv trickst Richard und Jack aus, während Flo mit Victoria beim Casting ist und zittert.
Liv findet im Internet heraus, dass Diederich eine Freundin bekommt, und ist traurig, da Anna nur noch Zeit für Tom hat. Tom und Anna haben ihren ersten Kuss, doch Liv bemerkt es. Die Jury lobt Flos Auftritt und er ist weiter. Ricardo will Flo managen, doch der plant nichts Gutes mit Flo. Jack und Herr Leopold bemerken den Münzeinwurf an der Lampe von Zimmer 13 und Frau Hennings plagen weitere Visionen. Jack schläft vor Zimmer 13 ein und Frau Hennings verlässt ihr Zimmer. Liv will in die Vergangenheit zu Diederich, doch als sie die Tür öffnet, traut sie ihren Augen nicht, wer in Zimmer 13 steht, Frau Hennings.
Liv bringt Frau Hennings wieder auf ihr Zimmer. Tom ist in der Stadt, um sich nach dem Cafe Albertros umzusehen. Anna bemerkt, dass Liv nicht in ihrem Bett ist. Liv erzählt Anna, Tom wäre in die Vergangenheit gereist und sie reist hinterher, doch Frau Hennings hat große Angst und will sie unbedingt davon abhalten. Magellan ist einen Tag früher da und Liv gesteht Tom, dass Anna alleine in die Vergangenheit gereist ist. Der unfreundliche Ricardo zieht Flo gegen Lenny, Ruth und Victoria auf. Anna klopft bei Magellan an und der sieht endlich seine junge Liebe wieder. Tom und Liv sind in die Vergangenheit gereist, um Anna zu retten. Anna verfolgt Robert Leopold und Magellan ins Zimmer 13, doch als Magellan Robert zeigen will, wie man die Maschine von innen bedient, schubst Robert ihn hinein und schickt ihn in das Jahr 1842 zurück. Flo möchte keinen Kontakt mehr zu seinen Freunden und Anna ist Robert weiterhin auf der Spur. Tom, Diederich und Liv versuchen sie zu finden. Flo findet heraus, dass Ricardo ihn nur für die Outtakes benutzt. Flo ist zu Ruth, Lenny und Victoria zurückgekehrt und sie verzeihen ihm. Frau Hennings Horrorvisionen von Anna, Robert und der Kutsche gehen weiter. Robert Leopold hat Anna entdeckt und rennt ihr hinterher und hält sie fest. Plötzlich taucht eine Kutsche mit dem Kutscher mit schwarzen Augen auf. Er überfährt Anna und Robert und sie fallen zu Boden. Frau Hennings Albtraum ist wahr geworden.
Ruth hat währenddessen Herrn Leopold weisgemacht, dass Tom, Anna und Liv bei Livs kranker Oma sind. In der Vergangenheit eilen alle Menschen zur Unfallstelle und ein Arzt stellt die Diagnose, dass Anna noch lebt, aber Robert Leopold ist tot. Paul macht sich auf zur Unfallstelle und auch Tom, Diederich und Liv sind unterwegs. Anna kommt ins Stadtkrankenhaus. Flo muss mit Victoria für den Tanzwettbewerb tanzen. Lenny tanzt mit Ruth so wild, dass die sich am Fuß verletzt und nicht am Wettbewerb teilnehmen kann. Richard weiß, dass Liv nicht bei ihrer Oma ist. Paul ist im Krankenhaus bei Anna. Diederich sieht, wie Tom und Liv in das Zimmer 13 gehen und traut seinen Augen kaum.
Winston will von Paul den Zeitregler, mit dem man in verschiedene Zeiten reisen kann, haben, denn er hat für ihn schon viel Geld ausgegeben. Liv und Tom erzählen Diederich die Wahrheit über Magellan, Frau Hennings und der Zeitmaschine, der es Anfangs nicht glaubt, bis sie es ihm beweisen. Victoria lügt ihre Mutter an, damit sie nicht mit ihr Essen gehen muss. Paul und Mister X sind im Krankenhaus bei Anna und Mr. X gibt sich als ihr Onkel aus. Sie bedrängen Anna sehr, doch die hat ihr Gedächtnis verloren. Auch die zweite Oma von Liv weiß nichts von Ruths Lüge. Nun muss Victoria mit ihrer Mutter Essen gehen. Jetzt bleibt nur noch eine Möglichkeit: Flo muss sich als Frau verkleiden.
Tom geht in das Zimmer 13, um die Pläne in Sicherheit zu bringen, doch Paul kommt rein und als er gehen will, schließt er ihn ein. Dank eines Zimmermädchens kommt Tom wieder frei. Diederich und Liv gehen zum Kutscher und wollen ihn zum Unfall befragen und finden heraus, dass er Anna umgefahren hat. Liv tickt völlig aus. Jetzt stellt sich auch heraus, warum Victoria mit ihrer Mutter Essen gehen muss, eine Lüge von Jack ist schuld. Für Lenny und Flo läuft alles gut beim Wettbewerb. Victoria ist sauer auf Jack und geht. Anna kann mit Paul und Mr. X nun das Krankenhaus verlassen und ins Hotel gehen. Lennys Nichte Caro kommt zu Besuch. Serena von Lippstein ist im Hotel, sie will Victoria in einen Wellnessclub mitnehmen. Im Krankenhaus dürfen Diederich, Tom und Liv nicht zu Anna, deshalb versuchen sie durch ein offenes Fenster im Krankenhaus zu Anna zu gelangen. Bei der Verabschiedung von Victoria ist sie echt sauer, denn Jack scheint sich weniger für sie und mehr für Caro zu interessieren. Aber Flo bietet Victoria doch noch eine gute Verabschiedung. Paul nimmt Anna mit, er setzt sie in den Wagen und fährt davon. Tom, Diederich und Liv können nur hilflos dabei zusehen.
Das Auto holen sie nicht ein, aber Tom fällt ein mysteriöser Mann auf, der ein Bild von ihm hat. Paul bringt Anna in Zimmer 10 unter – also Frau Hennings Zimmer, denn Anna ist Frau Hennings. Flo versteht sich sehr gut mit Caro, was Jack nicht sehr freut. Ruth muss wegen Jack mit Frau Hennings spazieren gehen und die erkennt den Ort wieder an dem damals der Unfall geschah und sie überfahren wurde. Der mysteriöse Mann rettet Tom, Liv und Diederich in letzter Sekunde vor Mr. X. Frau Hennings muss Tom sprechen und Paul setzt Anna unter Druck. Jack ist auf Flo eifersüchtig und Victoria ist freundlich zu dem Wellness-Personal. Richard bohrt ein Loch in die Wand zu Zimmer 13. Tom holte sich den Schlüssel zu Zimmer 10, doch Mister X war schneller und warnte Paul. Victoria langweilt sich mit ihrer Mutter. Tom, Diederich und Liv kommen zu spät, Anna ist weg. Als Tom und Liv Diederichs Vater sehen, ist Tom geschockt, dass es Winston ist, der die Zeitmaschine kaufen will.
Herr Leopold belauscht Ruth und Lenny, als diese über Frau Hennings reden. Später redet Ruth mit Frau Hennings und Richard belauscht sie. Doch glücklicherweise kann Lenny Ruth warnen. Liv zuliebe hat sich Tom entschlossen, mit zu dem Essen mit Diederichs Vater zu gehen. Als ihm das Buch herunterfällt, entdeckt Winston die Zeichnungen. Winston schöpft Verdacht, aber Liv rettet die Situation. Doch Tom wird von Mr. X verfolgt. Doch der Notar, der der mysteriöse Mann ist, rettet ihn in letzter Sekunde. Victorias Abneigung gegen Caro wächst. Mr. X will Diederich entführen und Paul soll Tom und Liv herausschmeißen. Mister X klopft an der Tür von Magellans Notar, aber zum Glück sieht er Tom und Liv nicht. Herr von Burghard macht bei Paul immer mehr Druck. Sie müssen nun Diederich entführen. Tom bekommt einen Brief von Magellan aus 1842. Diederich schwört, dass er seinem Vater nichts gesagt hat. In der Gegenwart verliert Victoria ihre Sonnenbrille an die Freundin eines Schlägers, aber Caro eilt ihr zur Hilfe. Liv verkleidet sich als Zimmermädchen und geht ins Zimmer zu Anna, doch Paul erwischt sie.

### Staffel 1, Teil 3: Wettlauf gegen die Zeit
Paul fällt auf den Trick rein und glaubt tatsächlich Liv wäre Marie, aber er will ihr kündigen. Zum Glück kann Liv ihn davon abbringen, doch nun muss sie Schreibarbeiten im Büro bearbeiten. Dank Caro hat Victoria ihre Sonnenbrille wieder, aber Victoria kann sie immer noch nicht leiden, vor allem als diese ein Lied über Victorias verschwitzte Haare singt. Das Hotel ist voll von Beamten, weil der Vizepräsident und seine Familie einchecken wollen. Winston fragt Tom aus und er versucht ihm etwas vorzuspielen. Außerdem setzt Winston Paul weiter unter Druck. Richard Leopold findet im Zimmer von Frau Hennings eine Zeichnung von Tom. Flo heitert Victoria auf und sie erzählt ihm ihr Geheimnis: Sie wurde in ihrer Jugendzeit „hässliches Metallmonster“ genannt und sie zeigt ihm ein Bild von sich mit Pickel und Zahnspange, aber Jack sieht das Bild auch. Liv erzählt Tom, dass in Zimmer 20 Anna ist und er soll zu ihr. Victoria entschuldigt sich bei Caro und Jack klaut Victoria das Bild.
Als Tom vor Annas Zimmer ist, ist er Paul und X nur knapp entkommen. Als Richard seinem Sohn das Bild zeigen möchte, ist da nicht Tom zu sehen, sondern ein völlig fremder Mann. Frau Hennings hat es ausgetauscht. Liv lenkt Mister X ab und Tom gelangt in das Zimmer, doch Anna erkennt ihn nicht mehr. Anna ruft X und Paul um Hilfe und Liv und Tom können ihnen nur knapp entkommen. Jack erzählt Ruth, Lenny und Caro Victorias Geheimnis in Flos Namen und Caro ermutigt er sogar dazu, einen Song darüber zu schreiben. Mister X und Paul stellen den dreien eine Falle: Die drei öffnen die Tür von Zimmer 20, doch Anna ist nicht da. Diederich gerät in die Falle, doch Liv kann ihn retten. Paul bringt Amalia – der, laut Paul, „richtige“ Name von Anna – in den Buchhandel „Gulliver“ zur Inhaberin Petronella Pastel. Sie ist die Schwester von Mister X und Paul hat sie angeheuert, Amalia auszuhorchen.
Liv, Diederich und Tom kehren zurück in Zimmer 13 und Tom baut eine Brücke in die Maschine, die sie wieder 85 Jahre in die Zukunft bringt. Diederich ist nun das erste Mal in der Gegenwart bzw. für ihn 85 Jahre in der Zukunft. Beim Essen stürmt Victoria völlig aufgelöst und wütend in ihr Zimmer, nachdem Caro begonnen hat ihr Lied zu singen. Victoria ist sauer auf Flo, da sie denkt, er habe ihr Geheimnis verraten. Jack versucht Flo zu helfen, was sehr verwunderlich ist und er heitert Victoria auf. Amalia malt sehr viel, unter anderem auch das Bild von Tom, das Herr Leopold gefunden hat. Nach einer Standpauke und vielen Fragen von Herrn Leopold dürfen Tom, Liv und Diederich wieder anfangen zu arbeiten. Liv erzählt allen, dass Anna auf Livs Oma aufpasse und dass Diederich Livs Cousin aus Lappland da sei. Annas Mutter hat währenddessen sehr oft angerufen und möchte wissen, wo Anna ist. Liv schreibt ihr eine SMS.
Das gesamte Personal ist am Eingang, um den Vizepräsidenten zu empfangen, nur Tom fehlt. Die Tochter des Vizepräsidenten hat ein Auge auf Jack geworfen. Tom befragt Frau Hennings Dinge zu dem Unfall, doch die gerät in Panik. Richard hat ihn erwischt, aber Tom hatte eine Ausrede parat und durfte gehen. Winston vermisst seinen Sohn und Richard lässt ein Mikro an Frau Hennings Rollstuhl bauen. Caro hat sich langsam in Diederich verliebt und Jack macht Kopien von dem Bild von Victoria. Paul hat sich in Amalia verliebt, doch Mister X gefällt das nicht, denn der will sie sogar ermorden. Victoria ist völlig aufgelöst, als sie in ihr Zimmer kommt und es voll von Kopien ihres Jugendfotos ist. Sie macht Flo dafür verantwortlich.
Tom heitert Flo auf, und Richard schiebt Frau Hennings den manipulierten Rollstuhl unter. Amalia hat das Gefühl, dass die Bücher im Buchhandel alt wären, obgleich sie brandneu sind, und es wird immer merkwürdiger. Als Amalia ihren angeblichen Onkel, Mr. X, fragt, wer ihre Mutter sei, und er ihr zwei verschiedene Namen nennt, wird es noch mysteriöser. Tom, Diederich und Liv gehen zu Frau Hennings, und Richard beginnt sie abzuhören. Die Kinder des Vizepräsidenten wollen unbedingt mit Jack an den Strand; als sie dort sind, vermisst ihre Mutter sie plötzlich; alle Beamten suchen sie. Durch einen unbewussten Fehler von Diederich kann er gerade noch verhindern, dass Richard Leopold zu viel mitbekommt.
Die Tochter des Vizepräsidenten schließt ihren kleinen Bruder in einer Strandhütte ein, um allein mit Jack zu sein. Als die Beamten Jack mit der Tochter sehen, legen sie ihn auf den Boden, damit er sich nicht bewegen kann, da sie denken, er habe sie entführt. Amalia zeichnet den Kutscher und belauscht ein Gespräch zwischen Petronella und Paul, das sehr merkwürdig ist. Die Beamten halten Richard und Jack fest, der seine Verabredung mit Victoria verpasst. Als Paul Amalia besuchen kommt, ist sie sauer auf ihn und hat viele Fragen. Paul belügt sie weiterhin. Als sich herausstellt, dass die Tochter des Vizepräsidenten ihren Bruder eingesperrt hat, darf Jack gehen, doch Victoria ist schon mit Caro ins Kino gegangen. Jack muss jetzt auf den Sohn des Vizepräsidenten aufpassen, doch er schiebt ihn an Flo ab. Tom hat das Mikro bemerkt, und Richard will von den dreien, dass sie mit Frau Hennings spazieren gehen, um sie abzuhören. Tom nimmt ein Tonband auf, auf dem Frau Hennings wirres Zeug erzählt. Am Kino entschuldigt sich Jack, und Victoria verzeiht ihm. Als er ihr gerade ein Eis ausgeben möchte, fällt ihm Victorias Jugendbild aus der Hose. Victoria ist geschockt und völlig aufgelöst, sie klatscht ihm den Becher Eis auf den Kopf und geht.
Richard durchsucht Frau Hennings Badezimmer nach angeblichen Hinweisen, während Tom, Diederich, Liv und Frau Hennings bowlen sind, Frau Hennings schreibt ihrer Mutter eine Karte, dass sie ein Praktikum bei einem Fotografen macht, denn die ist im Hotel, um ihre Tochter Anna zu besuchen. Lenny kann Frau Jung eine Weile ablenken. Paul verbietet Mr. X, Amalia auch nur ein Haar zu krümmen, doch der stürmt in den Buchhandel Gulliver und bedroht sie.
Sie wirft ihm ein Buch ins Gesicht und flüchtet aus dem Geschäft, doch X verfolgt sie. Tom, Diederich und Liv geben Frau Jung die Karte und Annas Mutter glaubt die Geschichte. Als Frau Jung gerade geht, begegnet sie Frau Hennings, die nimmt ihre Hand, kuschelt sich an sie und weint, denn da Frau Hennings 100 Jahre alt ist, ist ihre Mutter schon längst verstorben. Flo und Victoria kommen sich langsam näher, und auch zwischen Caro und Diederich knistert es, was Liv nicht passt. Frau Hennings gibt Tom ein Heft voll mit Liebesgedichten, aber darin steht auch, wo Anna jetzt ist: im Buchhandel Gulliver, Petronella Pastel, Marktplatz 9.
Tom will alleine ins Jahr 1927 zu Anna, er versucht bei Richard einen Tag frei zu bekommen wegen eines angeblichen Arztbesuches. Dieser wird genehmigt. Er zieht sich einen Anzug an und verkleidet sich als Agent, um in Zimmer 13 zu kommen. Paul ist sauer auf X, da er sich nicht an seine Anweisungen gehalten hat. Amalia irrt auf dem Friedhof herum und flüchtet dort weiterhin vor X. An der Kapelle entdeckt sie einen Engel und erinnert sich plötzlich an Robert Leopold und den Zeitregler. Tom versteckt sich unter einem Essenswagen, um zu Zimmer 13 zu kommen. Nur knapp entwischt er Jack Leopold III. und reist zurück. Richard findet Toms Rucksack in der Küche, was bedeutet, dass er nicht beim Arzt ist.
Caro erzählt Victoria, dass sie in Diederich verliebt sei, und Diederich lernt etwas über Technik. Caro veranstaltet einen Surf-Wettbewerb. Winston sucht weiterhin nach seinem Sohn. Tom ist am Buchhandel angekommen und dort sitzt Amalia, doch er ist nicht der einzige, der sie gefunden hat, denn Paul ist schneller und Amalia geht mit ihm mit. Der Vizepräsident, seine Familie und die Beamten müssen aus dem Hotel ausziehen, aus Sicherheitsgründen, was Richard Leopold sehr freut. Während Petronella einkaufen geht, kommt Tom in den Buchhandel, um Anna zu zeigen, wer sie wirklich ist, aber sie glaubt ihm nicht und er will mit Beweisen wiederkommen. Als Petronella wieder zurückkommt, rennt Tom weg. Diederich nimmt Surf-Unterricht bei Flo.
Mr. X und Paul haben Angst, da sie Winston noch Geld schulden. Mister X nimmt Tom gefangen. Paul fragt Tom aus, aber Tom kann beweisen, dass er ein Zimmer hat und kein Spion für Winston ist. Paul Leopold und Mister X finden heraus, dass Diederich weg ist, und planen eine Entführung vorzutäuschen, um es Magellan in die Schuhe zu schieben. Die Ferienjobber lernen einen Jungen namens Davy kennen, der auch bei dem Wettbewerb mitmacht, und Jack will Unterricht bei Flo. Jack mischt den anderen faule Muscheln ins Essen, um die Konkurrenz zu eliminieren. Lenny wollte, dass er auch eine isst, und jetzt ist ihm schlecht.
Keiner isst die faulen Muscheln. Mister X und Paul schreiben einen Erpresserbrief, und Petronella erzählt Paul von dem seltsamen Kunden, also Tom. Paul legt den Brief vor die Tür von Herrn von Burghart, und Winston glaubt wirklich, dass er von Magellan ist. Tom ist zurückgereist, doch die Brücke wurde zerstört, was er auch Diederich erzählt. Lenny leiht Diederich seinen alten Surfanzug, der ihm jetzt nicht mehr passt. Paul und Mr. X fordern von Winston, dass er die Suche nach Zimmer 13 aufgibt. Mister X will von Petronella, dass sie den Brief wegbringt, und Amalia bekommt das mit. Als Petronella ihre Jacke holen geht, liest Amalia den Erpresserbrief.
Paul gibt sich am Telefon als Magellan aus und fordert von Winston, dass er in einer Stunde zur Bank im Friedhof kommt. Richard hat sich einen Presslufthammer gekauft. Amalia folgt Petronella auf den Friedhof und glaubt, dass Mister X und seine Schwester Petronella unter einer Decke stecken. Paul geht mit Winston zur Friedhofsbank und findet dort den Brief. Frau Hennings gab Tom eine Zeichnung von dem Engel an der Kapelle und Tom geht mit ihr an den Friedhof, dort finden sie ihn auch. Richard und Jack bohren ein Loch durch die Wand von Zimmer 13, doch eine Platte versperrt ihnen den Weg. Amalia geht, als sie auf dem Friedhof Paul sieht, zu ihm und sagt ihm, dass X und Petronella Diederich entführt haben. Frau Hennings erinnert sich an Herrn Leopold und den Zeitregler. Paul ist sauer auf Petronella und schimpft mit ihr.
Lenny schenkt Diederich sein altes Surfbrett namens Helena. Paul versichert Petronella, dass sie nicht wisse, was in dem Brief steht. Auf dem Friedhof flüchten Tom und Frau Hennings vor einem Wachmann. Richard versucht weiter, die Platte zu vernichten. Während des Surf-Wettbewerbs bemerkt Davy, wie Jack die Bretter der Konkurrenz manipuliert. Frau Hennings und Tom haben den Wachmann abgehängt. Lenny hat bemerkt, dass seine Finne kaputt ist, und als Davy Jack beschuldigt, will der den Verdacht auf Davy lenken, aber keiner glaubt Jack. Amalia bemerkt weitere seltsame Gespräche zwischen Paul und Petronella. Auf dem Friedhof entdeckt Tom das Grab von Magellan, er ist 1851 gestorben.
Mr. X und Paul haben einen Plan, als Beweis, dass Diederich noch lebt, verkleidet sich Paul als Diederich. Den Surf-Wettbewerb hat Davy gewonnen und Diederich macht einen guten 2. Platz. Jack war Letzter und hat damit verloren und sich blamiert. Als Amalia aus dem Buchhandel flüchten will, kommt gerade Paul herein. Er schenkt ihr einen Wellensittich. Und ein weiteres Mal findet Amalia bestimmte Dinge merkwürdig wie z. B. einen neuen Fotoapparat, doch für Amalia ist er alt. Diederich bezahlt mit einer alten Münze ein paar Drinks, die Münze ist ein Vermögen wert, denn es ist ein amerikanischer Silberdollar, und Jack zeigt sie seinem Vater. Sie glauben, dass sie aus Zimmer 13 ist.
Tom, Liv und Diederich sind geschockt, als sie bemerken, dass ein riesiges Loch in der Wand zu Zimmer 13 ist. Und wenn sie die Münze in den Schlitz werfen, passiert nichts. Richard erwischt sie vor Zimmer 13, doch er lässt sie einfach laufen und tut so, als wäre nichts. Doch Jack gefällt der Plan überhaupt nicht. Diederich passt sich immer mehr der neuen Welt an und versteht sich super mit Davy. Richard und Jack durchsuchen die Zimmer, aber Jack versteht diesen Plan auch nicht. Auf den Trick mit dem Foto ist Winston nicht hereingefallen, da man Diederichs Gesicht kaum sieht und er niemals einen Ring tragen würde. Diederich findet heraus, dass er der Urgroßvater von Davy ist, aber Liv ist nicht seine Uroma, also heiratet er ein anderes Mädchen.
Amalia redet von einer CD, aber Petronella weiß nicht, was das ist, und sie weiß auch nicht, was „herunterladen“ bedeutet. Lenny hat ein Date mit einer alten Freundin namens Helena und will dafür abnehmen. Jack und Richard streiten sich und Richard zieht aus dem Hotel aus und macht Urlaub. Bis er wiederkommt, ist Jack Chef. Petronella erzählt Paul von der CD und der glaubt nun, dass Amalia für ihn gearbeitet hat. Caro weiß nun, dass Diederich nicht Livs Cousin ist.
Doch anders als erwartet ist Jack ein sehr netter Chef. Liv hat weiterhin schlechte Laune, weil sie glaubt Diederich und Caro Händchen halten gesehen zu haben. Flos und Ruths Diät bringt Lenny an seine Grenzen. Diederich erzählt Tom, dass Davy sein Urenkel sei. Paul glaubt Amalia nicht, dass sie nichts über Professor Magellan weiß, und langsam wird Paul sogar gewalttätig. Zwischen Liv und Diederich ist alles wieder gut, nur dass sie nicht weiß, dass Davy sein Urenkel ist. Liv entschuldigt sich bei Caro. Paul und Mister X wollen Winston von Burghart mit einem Bombenanschlag auf sich selbst Angst einjagen. Ins Hotel bucht ein mysteriöser Mann namens Herr Christo ein.
Mister X und Paul begegnen einem Psychologen; den beauftragen sie, Amalia zum Sprechen zu bringen. Tom, Diederich und Liv gehen nachts auf den Friedhof, um den Zeitregler zu holen. Sie wollen in die Kapelle, doch der Wachmann kommt ihnen in die Quere. Lenny trainiert sogar noch mitten in der Nacht Rumpfbeugen. Herr Christo scheint sich sehr für Frau Hennings zu interessieren. Bei der Abfrage von Amalia von Doktor Freud darf niemand dabei sein, vor allem nicht Mister X, da sie vor ihm Angst hat. Paul ruft in Freuds Zimmer in seinem Büro an, um mitzuhören. Diederich lenkt den Wachmann ab und der Wachmann tappt in eine Falle. Jack wird auffallend nett als Chef Caro und Victoria dürfen einen Liebesfilm ansehen und Ruth darf sogar Musik hören und dazu tanzen.
Dr. Freud ist schon weit gekommen; Amalia redet sogar von einem „Tablet-Computer“ und „Touchscreen“, doch dann kommt Mister X herein und zerstört alles. Victoria will den Film nicht weiter ansehen, wenn Jack mitsieht. Freud hat die Bindung zu Amalia völlig verloren und Paul ist sauer auf ihn. Aber der Psychologe empfiehlt, Amalia nicht mehr in den Buchhandel zu schicken, da sie sich da nicht wohl fühle. Tom schließt mit seinem selbst erfundenen Universalschlüssel die Kapelle auf und Tom, Diederich und Liv gehen hinein. Unter der Kapelle ist ein unterirdischer Gang, der zu einem Grabmal führt. Tom, Diederich und Liv öffnen das Grab und holen den Zeitregler. Nur haarscharf können die drei dem Wachmann, der sich wieder aus der Falle befreit hat, entkommen. Zurück im Hotel versucht Tom herauszufinden, wie der Zeitregler funktioniert. Herr Christo belauscht Tom, Diederich und Liv.
Jack wird immer netter und alle glauben, er bessert sich, nur Victoria glaubt nicht daran. Paul bringt Amalia, die wieder in ihrem Zimmer lebt, ihren Wellensittich. Herr Christo fragt Frau Hennings über Zimmer 13 aus. Tom findet heraus, dass man den Strom 30 Minuten lang ausschalten muss, damit die Metallplatte vor Zimmer 13 verschwindet. Victoria spioniert Jack nach. Sie hört, wie Jack sagt, dass alle auf den Plan hereingefallen seien, doch keiner will ihr glauben, vor allem Ruth nicht. Flo gibt Lenny einen angeblichen „Mega-Powerdrink“ zum Abnehmen, doch leider ist es eigentlich nur Orangensaft. Tom hört an Frau Hennings Zimmer, wie Herr Christo sie ausfragt. Für Lenny ist die Enttäuschung umso größer, als er merkt, dass er immer noch dick ist, aber dafür gewinnt er an Selbstvertrauen.
Winston von Burghart sucht sich nun professionelle Hilfe in Form eines Detektivs. Diederich ist traurig, da er Liv verlassen muss. Diederich gesteht Liv, dass er der Urgroßvater von Davy ist und er eine andere Frau heiraten wird. Liv ist völlig traurig und bricht in Tränen aus. Paul und Mr. X haben eine Rauchbombe hergeholt, um den Anschlag vorzutäuschen. Herr Christo befragt Diederich nach den alten Münzen. Mister X findet in Diederichs Zimmer eine alte Kette von ihm. Lenny bereitet sich auf sein Date mit Helena vor. Bei dem Date läuft zunächst alles schief, sogar der Teller brennt. Aber nicht nur Lenny hat sich verändert, denn Helena hat pinke Haare. Mister X und Paul zerstören im Zimmer alles, damit es echt aussieht, und schminken sich, sie reißen sich sogar die Hemden auf. Paul holt sehr auffällig an der Rezeption ein Päckchen, das er mit ins Büro nimmt, und plötzlich knallt es laut. Und die beiden kommen mit einem angeblichen Brief von Magellan aus dem Büro, als hätte der Blitz eingeschlagen.
Jack kommt in das Zimmer von Herrn Christo und der nimmt plötzlich seine Maske ab und siehe da, es ist Richard Leopold. Das Date zwischen Helena und Lenny läuft gut und sie verstehen sich auf Anhieb gut. Richard will, dass Jack sich mit Diederich anfreundet, um an mehr Münzen zu kommen, und dass Victoria ihm vertraut. Helena verspricht Lenny, dass sie sich noch einmal treffen werden. Ruth ist immer mehr begeistert von Jack. Jack lässt alle Mitarbeiter im Personalraum erscheinen. Jack sagt ihnen, dass sein Vater keine Rechnungen bezahlt habe und das Hotel pleite sei, aber das ist natürlich alles gelogen. Aber Victoria glaubt diese Story nicht. Amalia überlegt, wer sie ist, und möchte flüchten. Sie schreibt auf einen Zettel „SOS“, doch dummerweise geht der Zettel an Paul, der richtig wütend ist. Diederich, Liv und Tom müssen sich an Jack vorbeischleichen, um den Strom abzuschalten.
Der Strom ist aus und sie wollen in Zimmer 13, doch Jack wacht auf und schaltet ihn wieder ein. Herr Christo ist aufgewacht und Liv bringt ihn zurück in sein Zimmer. Jack hat den Keller zugesperrt, damit sie nicht mehr an den Sicherungskasten können. Fast hätte Ruth Richard erwischt. Ruth rastet aus und motzt Victoria an, weil diese immer an Jack herummeckert. Winston und sein Detektiv glauben, dass Paul Diederich in Amalias Zimmer gefangen hält. Tom, Liv und Diederich geben Jack einen Haufen Münzen, dafür wollen sie, dass der Strom 30 Minuten abgeschaltet wird.
Selbst Flo schenkt Victoria keinen Glauben. Jack geht auf den Handel ein. Amalia legt die Kissen so unter die Decke, dass es so aussieht, als ob sie noch da wäre, und Victoria bricht in das Zimmer von Herrn Christo ein und versteckt sich im Schrank. Lenny, Caro, Flo und Ruth wollen einen Cateringservice eröffnen. Jack erzählt Richard von Zimmer 13. Jack und Christo gehen, aber Victoria ist in ihrem Zimmer eingesperrt. Winston und sein Detektiv dringen in Amalias Zimmer ein und fragen sich, wer Amalia ist. Liv und Diederich verkraften es nur schwer, dass sie sich verabschieden müssen. Paul wirft Winston aus dem Zimmer.
Die Angestellten von Hotel 13 feiern für Diederich eine Abschiedsparty. Ruth, Lenny, Caro und Flo stellen Jack ihren Cateringservice vor. Jack ist zum ersten Mal gerührt. Richard macht Jack weis, dass es keine richtigen Freunde sind. Flo hört auf seiner Mailbox die Nachricht von Victoria. Jack schickt alle Mitarbeiter außer Diederich, Tom und Liv schlafen. Jack stellt den Strom ab und die Platte verschwindet. Sie werfen die Münze ein und Zimmer 13 erscheint, doch Jack und Herr Christ verfolgen sie. Flo sieht, wie Jack und Herr Christo zusammenarbeiten, also hatte Victoria recht. Als Paul in Zimmer 20 kommt, rennt Amalia herein und sperrt ihn ein.
Herr Christo und Jack stehen nun hinter den dreien und sehen Zimmer 13. Flo findet Victoria in Christos Zimmer; sie sagt ihm, dass er Herr Leopold ist und Flo Tom, Liv und Diederich warnen soll. Herr Christo will sich unbedingt in Zimmer 13 umsehen und Tom lässt ihn. Flo ruft Tom, Liv und Diederich an und sagt ihnen, wer Herr Christo wirklich ist. Amalia versteckt sich in einem Wäschekorb vor X und Paul. Mit einem Trick und den alten Münzen von Diederich können sie Herrn Leopold aus dem Zimmer locken. Amalia muss niesen und Mister X und Paul haben sie erwischt.
Flo konnte Victoria befreien und alle Angestellten wissen nun von Herrn Christo. Paul hat sie wieder eingesperrt und ihr die Wahrheit gesagt. Die Angestellten wollen ihm das heimzahlen. Ruth hat Herrn Christo förmlich an sein Bett gefesselt. Bei der Morgenanweisung kommt jeder zu spät und im Schlafanzug, Ruth und Lenny essen sogar Chips. Caro macht die Wäsche nicht sauber und Ruth hat den Gästen abgesagt. Jack muss Essen ausliefern für den Cateringservice. Tom hat den Zeitregler eingestellt und sie reisen in die Vergangenheit. Ruth, Victoria und Caro geben Herrn Christo eine Wellnessbehandling Gurken auf den Augen, Nuss-Nugatcreme an die Füße und Sahne ins Gesicht. Sie nehmen ihm die Maske ab und entlarven ihn als Herrn Leopold.
Jack ist auch wieder da, jede Adresse für die Bestellung war falsch, und Richard will seinen Mitarbeitern zusätzliche Strafen geben, doch das lassen diese sich nicht gefallen. Tom, Diederich und Liv sind nun genau an dem Zeitpunkt angekommen, wo Robert Leopold Professor Magellan in die Vergangenheit schicken will. Sie stehen nun vor Professor Magellan und Robert Leopold, und auch Anna ist da. Sie erzählen Magellan, was Robert vorhat, doch der reagiert schnell und versucht Liv 85 Jahre in die Vergangenheit zu schicken. Mit aller Kraft können Tom und Diederich die Tür offen halten.
Als Robert gerade auf Tom losgehen will, stürzt sich Anna auf ihn. Und sie haben es tatsächlich geschafft, Liv zu retten, doch Robert, der Zeitregler und Anna sind schon weg, jetzt müssen sie schnell hinterher. Diederich geht zur Kapelle, Tom und Liv zum Unfallort, und Magellan repariert die Maschine. Alle Mitarbeiter haben gekündigt bei Richard Leopold. Tom und Liv treffen ihr altes Ich an der Rezeption. Herr Leopold und Anna sind schon an der Kapelle und nun verfolgt er sie wieder. Diederich holt den Zeitregler aus dem Grab. Jack und Richard sind derweil völlig überfordert und das ehemalige Personal amüsiert sich sehr. Schließlich kommt er doch angekrochen und will, dass sie wieder anfangen. Obwohl sie viele Forderungen haben, werden sie wieder eingestellt. Tom und Liv sind nun am Unfallort, Anna und Robert sind da und die Kutsche kommt.
Tom und Liv rennen schnell und schaffen es gerade so, Anna zu retten, doch Robert Leopold hat es nicht geschafft. Anna erkennt den Mann mit den schwarzen Augen. Anna versteht gar nicht, warum sie von Liv so vermisst wurde. Jack muss Kanonenkugeln kneten. Tom und Liv erklären ihr, was alles passiert ist. Paul bestellt weiße Rosen, auch Mister X spendet Paul sein Beileid. Paul denkt an den Zeitregler und an das Mädchen, Anna. Er will sie um jeden Preis finden. Anna ist schockiert, dass sie Frau Hennings sein soll. Liv und Diederich müssen sich nun verabschieden. Frau Hennings verschwindet mit all ihren Sachen, keiner außer Tom, Anna, Liv und Diederich kennt sie, denn sie hat nie existiert. Als Anna, Tom, Liv und Diederich in Zimmer 13 gehen, verfolgen Paul und Mr. X sie.
Doch sie kommen zu spät, die vier sind schon weg, aber Paul bemerkt, dass etwas nicht stimmt, und schaut die Wand von Zimmer 13 kritisch an, aber X lacht nur, denn es gibt kein Zimmer 13, meint er. Liv schenkt Diederich etwas, und dann kehrt er zurück in seine Zeit. Liv hat ihm eine Sonnenbrille geschenkt. Er und sein Vater waren nun die Erfinder davon und Diederich hat diese Sonnenbrille Liv genannt. Jack schämt sich so, weil er Küchenhilfe ist. Richard sucht immer noch nach Zimmer 13 und der Uhr. Winston glaubt immer mehr, dass Paul hinter der Entführung und dem Anschlag steckt, aber plötzlich kommt Diederich die Treppe herunter. Winston kann es kaum glauben.
Diederich zeigt seinem Vater die Brille und er ist begeistert. Paul und Mr. X sind sehr verwundert, als Diederich wieder da ist, und jetzt will Winston auch sein Geld wieder. Paul ist nun so verrückt, wie er auch gestorben ist, er packt Mister X am Kragen und sagt ihm, er werde nie aufgeben, nach Zimmer 13 zu suchen, sein ganzes Leben lang. Magellan hat Tom, Anna und Liv in ihre Zeit gebracht und reist nun in seine Zeit, also in die Zukunft. Er gibt den dreien einen Sprengstoff, damit, wenn er bei sich angekommen ist, sie das Dynamit an die Maschine binden und sie vernichten. Der Countdown läuft und sie gehen hoch, wo sie schon sehnsüchtig erwartet werden, doch genau jetzt passiert ihnen ein Riesenfehler, denn sie lassen die Tür offen und Richard Leopold geht herein. Alle freuen sich wieder Anna zu sehen, gerade rechtzeitig zur End-of-Sommerparty. Alle feiern und Flo, Victoria und Caro wollen im nächsten Jahr wiederkommen.
Richard findet hinter der Werkmannuhr den geheimen Raum mit der Zeitmaschine. Liv vermisst Diederich sehr, aber er hat ihr noch einen Brief geschrieben. Richard ist fast wahnsinnig; er hat endlich die Maschine gefunden. Endlich kann Tom wieder seine Anna in die Arme schließen und Jack blamiert sich wieder völlig. Richard Leopold steigt in die Zeitmaschine und aktiviert sie, jetzt reist er in eine andere Zeit und die Maschine geht in 29 Sekunden in die Luft. Man hört von ihm nur noch ein böses Lachen. Richard Leopold ist für immer in der Zeitmaschine in der Vergangenheit gefangen und schließlich gestorben. Auf der Party küsst Anna Tom. Tom und Anna sind nun offiziell ein Paar. Sie ist froh, ihn endlich wieder bei sich zu haben.

## Handlung – Staffel 2
In der 2. Staffel entdecken die drei Teenager Tom (Patrick Baehr), Anna (Carola Schnell) und Liv (Sarah Thonig), dass die Zeitmaschine aus dem Hotel verschwunden ist. Plötzlich tauchen jedoch ein Pirat und ein Neandertaler in Hotel 13 auf. Das Trio muss nun herausfinden, woher die Gestalten kommen und wo die alte Zeitmaschine steckt, damit die Figuren wieder in ihre eigene Zeit zurückfinden. Notfalls muss Tom eine neue Maschine bauen, da sonst die ganze Zeitentwicklung in Frage gestellt wird.
Bei den neuen Abenteuer werden die Drei nach wie vor von Lenny und Ruth unterstützt. Da Richard Leopold verschwunden bleibt, führt Ruth das Hotel weiter. Der neue Ferienjobber Noah (Jan-Hendrik Kiefer) und die neue Küchenhilfe Zoe (Jamie Watson) verstärken das Personal. Flo ist als Zauberer auf Welttournee und Victoria (Hanna Scholz) managt ihn. Jack (Lion Wasczyk) versucht sich als DJ. Der Marine-Archäologe Leif Rasmussen (Klaus Nierhoff) flirtet mit Ruth und beobachtet das Hotel-Geschehen.

### Staffel 2: Die gestohlene Zeitmaschine
Wieder angekommen im Hotel 13 suchen Tom, Anna und Liv nach Spuren, wer die Zeitmaschine gestohlen hat. Am nächsten Morgen geht Tom alleine in das Zimmer 13, um den geheimen Keller zu untersuchen. Tom verbindet das letzte Kabel der Zeitmaschine mit seinem Bildschirm. Es erscheinen Nachrichten, in denen es heißt, dass Tom im Jahr 2060 wegen Zeitmissbrauchs verhaftet wird. Außerdem erscheinen ein Mann, ein Piratenfuss und ein Stab der Neandertaler. Währenddessen ist Liv im Schwimmbad und sichtet in der Kabine denselben Piratenfussabdruck. Anna fotografiert im Auftrag von Ruth das Hotel. Sie fotografiert einen Mann, der ihr ganz unheimlich vorkommt. Tom ist in der Empfangshalle und sieht, wie dieser Mann zum Aufzug geht und dieser kommt ihm bekannt vor. Tom erinnert sich und bemerkt, dass er diesen Mann auch auf dem Bildschirm im geheimen Keller gesehen hatte.

## Figuren (Rollen)

### Hauptcharaktere

#### Tom Kepler
Tom ist 15 Jahre alt. Er hatte eine Postkarte im Garten gefunden, auf der er sich selbst bat, in acht Jahren im Hotel 13 nach Zimmer 13 zu suchen. Die Karte ist von Professor Magellan (Tom) und wurde 1850 von ihm geschrieben und versteckt. Er lässt sich als Ferienjobber einstellen. Tom ist technisch begabt, was ihm immer wieder bei der Suche hilft. Seine Mutter heißt Marion Kepler. Er ist mit Anna zusammen. In der Vergangenheit war er selbst Professor T. Magellan.

#### Anna Jung
Anna ist ebenfalls 15 Jahre alt. Sie war früher oft mit ihren Großeltern im Hotel 13 und beschloss, dort in ihren Ferien zu jobben. Fotografieren ist eines ihrer Hobbys. Sie hilft Tom bei der Suche nach Zimmer 13 und reist gemeinsam mit ihm und Liv in die Vergangenheit. Seit ihrem dortigen Unfall hielt Paul sie gefangen, bis Tom (Magellan) sie rettete. Paul und Mr. X nannten sie Amalia Hennings, und im Jahr 2013 gab es dann zwei Annas, doch am Anfang wusste niemand, dass die zwei dieselbe Person sind. Ihre Mutter ist Frau Jung.

#### Liv Sonntag
Liv ist 15 Jahre alt. Sie ist die beste Freundin von Anna. Sie ist ebenfalls Ferienjobberin im Hotel und unterstützte Tom und Anna bei der Suche nach Zimmer 13 und reist gemeinsam mit den beiden in das Jahr 1927. Sie ist die Freundin von Diederich von Burghardt. In der Gegenwart gab sie Diederich als ihren Cousin aus. Ihre Mutter heißt Marie-Ann Sonntag. Sie wollte am Anfang Anna helfen, damit sie im Hotel bleiben kann.

#### Flo Tuba
Flo ist 16 Jahre alt. Er will Koch werden und wird von Lenny, seinem besten Freund, ausgebildet. Sein größtes Hobby ist die Zauberei und sein größtes Vorbild Vincent Evermore. Sein Cousin ist Lucas Tuba, seine beste Freundin Victoria. Er ist die gute Seele im Hotel und kann niemandem wirklich böse sein. Von Frau Foster und Jack wird er „Flopp“ genannt, von seinen Freunden jedoch meistens „Der fantastische Flo“. Seine Schildkröte trägt den Namen „Speedy“.

#### Victoria von Lippstein
Victoria ist 15 Jahre alt. Sie ist ein reiches und verwöhntes Mädchen, das das Hotel 13 im Auftrag ihrer Mutter Serena von Lippstein begutachten soll, einer Hoteltesterin und Besitzerin eines großen Reisebüros. Doch mit der Zeit änderte sie sich und findet im Hotel Freunde wie Flo, Caro, Tom, Anna und Liv. Sie hat öfters Streitigkeiten mit Jack Leopold und war in der geänderten Gegenwart die Freundin von Tom. Ab der 2. Staffel ist sie Flos Managerin, Freundin und Assistentin.

#### Jack Leopold
Jack ist mit 17 Jahren der Älteste. Er ist der Sohn des Hotelbesitzers Richard Leopold und wird von seinem Vater als Chef der Ferienjobber eingesetzt. Außerdem ist er der Urenkel von Robert und der Enkel von Paul. Er ist intrigant und fies, vor allem zu Tom und Flo, den er selbst „Flopp“ nennt. Während er in der Gegenwart selbstbewusst ist und weiß, wie er sich durchsetzen kann, ist er in der geänderten Gegenwart eher schüchtern. Jack hat sich nach Richards Leopolds Verschwinden total geändert und ist nun Sänger und DJ. Mit der neuen Küchenhilfe, die als Ersatz für Flo eingestellt wird, freundet er sich gut an. Er braucht aber lange, bis er merkt, dass er Zoe mag.

#### Richard Leopold
Richard Leopold ist der Vater von Jack, Eigentümer des Hotels seit Jahren ebenfalls auf der Suche nach dem verschwundenen Zimmer 13. Sein Großvater Robert war der letzte, der von dem Geheimnis um Zimmer 13 wusste; sein Vater Paul wurde auf der Suche nach Zimmer 13 verrückt und starb im Irrenhaus. Richard ist sehr streng, bei mangelhafter Arbeit gibt es entweder eine gelbe oder eine rote Karte. Jeden Morgen um exakt 12 Minuten nach 8 Uhr gibt er seine Tagesanweisung an das Personal. Er gibt Frau Hennings als seine Tante aus und hatte sich als „Herr Christo“ verkleidet. Er ist mit der Zeitmaschine spurlos seit dem Sommer verschwunden.

#### Lenny Bode
Lenny Bode ist Hotelkoch und der beste Freund von Flo. Seine Kanonenkugeln brachten ihm seinen ersten Mozzarella-Stern ein. Er ist kräftig und glatzköpfig und gönnt sich öfters einen kleinen Mitternachtssnack. Als er dachte, das Hotel wäre pleite, wollte er Jack mit einem Cateringservice helfen. Seine Großmutter Lilly war im Jahr 1927 ein Hotelmädchen, das dann Köchin wurde.

#### Ruth Melle
Die sehr abergläubische Ruth Melle arbeitet an der Rezeption und ist für den Zimmerservice zuständig. Sie ist sehr nett, kann aber auch streng sein. Freundschaft steht bei ihr an erster Stelle. Sie ist leidenschaftliche Tänzerin und ihr Tanzpartner ist Hotelkoch Lenny. Ruth übernimmt Herrn Leopolds Aufgaben als Hotelmanagerin. In der geänderten Gegenwart war sie die Personalchefin.

### Nebencharaktere
Paul Leopold: Er ist der Großvater von Jack, der Sohn von Robert Leopold und der Vater von Richard Leopold. Nach dem Tod seines Vaters suchte er mit Mr. X nach Zimmer 13 und hielt Anna gefangen. Er hatte das Zimmer nie gefunden, wurde verrückt und starb im Irrenhaus.
Robert Leopold: Er ist der Urgroßvater von Jack. Sein Sohn ist Paul. Tom, Anna und Liv treffen ihn auf ihrer Zeitreise in die Vergangenheit. Er will die Maschine verkaufen und Magellan von einem Killer umbringen lassen. Er wurde von der Kutsche überfahren und starb.
Amalia Hennings: Sie ist die Großtante von Richard und 100 Jahre alt. Frau Hennings weiß sehr viel über das Zimmer 13 und redet jedoch kaum. Allerdings malt sie sehr viele Dinge aus Zimmer 13. Nach Annas Rettung verschwand sie mit all ihren Sachen und nur noch Tom, Diederich, Anna und Liv kennen sie, denn eigentlich hat sie in der Gegenwart nie existiert. Wie sich herausstellt, ist Anna Frau Hennings.
Professor Magellan: Er ist der geheimnisvolle M., der Tom die Nachricht geschrieben hat. Er lebt in der Vergangenheit und benötigt dringend die Hilfe von Tom, Anna und Liv. Tom war in der Vergangenheit Professor Magellan und hat damals die Maschine selbst gebaut. Er wurde von Robert Leopold ins Jahr 1850 geschickt, konnte aber von Tom, Liv und Diederich gerettet werden. Er kam in seine Zeit zurück und die Maschine wurde angeblich zerstört.
Diederich von Burghart: Er ist ein Junge aus dem Hotel und lebte im Jahr 1927. Er ist der Sohn des Geschäftspartners von Robert Leopold, Winston von Burghart. Er ist der Urgroßvater von Davy. In seine Zeit zurückgekommen, stellte er, mit Livs Sonnenbrille als Muster, die ersten Sonnenbrillen in Serie her. Er ist mit Winston nach Amerika gereist. Diederich hat mit Liv eine Beziehung angefangen, die nicht lange gehalten hat, denn Liv und Diederich konnten nicht in der gleichen Zeit leben.
Winston von Burghart: Er ist ein amerikanischer Geschäftsmann in der Vergangenheit, der die Maschine kaufen will. Er ist der Vater von Diederich. Nachdem Robert gestorben war und er die Maschine nicht bekommen hatte, musste Paul ihm das Geld des gesamten Gewinns des Hotels in Raten zahlen. Er ist der Ururgroßvater von Davy und ist dank Livs Sonnenbrille mit seinem Patent in Amerika reich geworden.
Mister X: Mr. X arbeitete mit Herr Leopold zusammen und sollte Magellan umbringen. Nach Leopolds Tod arbeitete er mit Paul zusammen, entführte Anna und gab sich als ihr Onkel aus. Er ist der Bruder von Petronella Pastel. Paul behauptet, dass es kein Zimmer 13 gibt. Er verschwand dort für immer.
Caro Bode: Sie ist die Nichte von Lenny und wird auch „Dickie“ genannt. Außerdem organisierte sie einen Surfwettbewerb. Sie war in Diederich verliebt. Hat nach der „End of Sommerparty“ das Hotel 13 verlassen und konzentriert sich darauf, Lieder zu schreiben und ist schließlich Sängerin geworden.
Petronella Pastel: Sie hielt Anna in den Räumen ihrer Buchhandlung gefangen und sollte sie aushorchen. Sie ist die Schwester von Mr. X. Nachdem Amalia bei dem Psychologen war, der ausschließlich dazu riet sie nicht mehr in den Buchhandel zu bringen, sah man Petronella nie mehr. Sie ist geflüchtet, da sie vermutete, dass alles ans Licht kommen könnte.
Leif Rasmussen:
Er ist ein Archäologe, der im Meer nach Schätzen sucht. Er ist den ganzen Sommer im Hotel als Gast er hat ein Auge auf Ruth geworfen. Aber was steckt wirklich hinter Leif Rasmussen? Ist er wirklich so nett, wie es den Anschein macht oder hat er ein dunkles Geheimnis?

## Produktion
Im Mai 2012 informierte Nickelodeon über eine Neuproduktion. Die neue Serie Hotel 13 wird zusammen mit den eigenen Nickelodeon-Ablegern aus Belgien, den Niederlanden, Dänemark, Schweden, der Schweiz und Österreich und mit Studio 100 produziert. Hotel 13 ist aktuell die größte und umfangreichste Eigenproduktion von Nickelodeon in Nordeuropa. Die Dreharbeiten zur ersten Staffel starteten am 2. April 2012 im belgischen Antwerpen und wurden im Dezember 2012 beendet. Die Szenen, die vor dem Hotel spielen, werden vor der Villa Ravensteen im belgischen Koksijde gedreht.
Ende Mai 2013 wurde von Nickelodeon die Produktion einer zweiten Staffel mit 56 Folgen angekündigt. Die Dreharbeiten hierfür begannen im August 2013. Für die zweite Staffel wurden Lion Wasczyk, Sarah Thonig, Jan-Hendrik Kiefer sowie Jamie Watson für neue Hauptrollen gecastet. Ein Fernsehfilm zur Serie, der den Titel Hotel 13: Rock ’n’ Roll Highschool trägt, war erstmals am 9. November 2013 in Deutschland zu sehen. Im Oktober 2013 wurde bekannt, dass Thonig die Rolle Liv Sonntag von Julia Schäfle übernehmen wird.
Die Produktion der Serie endete nach den zwei Staffeln.

## Besetzung

### Hauptdarsteller
| Schauspieler       | Rolle                  | Folgen         | Auftritte |
| ------------------ | ---------------------- | -------------- | --------- |
| Patrick Baehr      | Tom Kepler             | 1–176          | 2012–2014 |
| Carola Schnell     | Anna Jung              | 1–176          | 2012–2014 |
| Jörg Moukaddam     | Lenny Bode             | 1–176          | 2012–2014 |
| Ilka Teichmüller   | Ruth Melle             | 1–176          | 2012–2014 |
| Gerrit Klein       | Jack Leopold           | 1–120          | 2012–2013 |
| Lion Wasczyk       | Jack Leopold           | 121–176        | 2014      |
| Peter Nottmeier    | Richard Leopold        | 1–120          | 2012–2013 |
| Marcel Glauche     | Florian „Flo“ Tuba     | 1–120, 162–167 | 2012–2014 |
| Hanna Scholz       | Victoria von Lippstein | 2–168          | 2012–2014 |
| Julia Schäfle      | Liv Sonntag            | 4–120          | 2012–2013 |
| Sarah Thonig       | Liv Sonntag            | 121–176        | 2014      |
| Jan-Hendrik Kiefer | Noah                   | 121–176        | 2014      |
| Jamie Watson       | Zoe                    | 129–176        | 2014      |

### Nebendarsteller
| Schauspieler        | Rollenname                    | Folgen                 | Auftritte |
| ------------------- | ----------------------------- | ---------------------- | --------- |
| Antje Mairich       | Marion Kepler                 | 1                      | 2012      |
| Alice Toen          | Amalia Hennings               | 2–119                  | 2012–2013 |
| Karen Hempel        | Serena von Lippstein          | 5,13,74–77             | 2012–2013 |
| Jan-David Bürger    | Mark                          | 11–15                  | 2012      |
| Rick Mackenbach     | Brandon Goodman               | 21–25                  | 2012      |
| Fredrik Jan Hofmann | Steven Fuller                 | 24, 25                 | 2012      |
| Willy Seidel        | Vincent Evermore              | 26–30                  | 2012      |
| Daniel Littau       | Paul Leopold                  | 29–120                 | 2012–2013 |
| Mario Weiss         | Professor T. Magellan         | 30–69,80,117–120       | 2012–2013 |
| Sebastian Bender    | Diederich von Burghart        | 38–120                 | 2012–2013 |
| Lucas Tavernier     | Winston von Burghart          | 38–120                 | 2012–2013 |
| Laura Maria Heid    | Danny                         | 45–46                  | 2012      |
| Dana Cebulla        | Pflegerin                     | 47–63                  | 2012      |
| Stefan Sattler      | Mister X                      | 49–120                 | 2012–2013 |
| Ela Paul            | Lilly Bode                    | 49–56                  | 2012      |
| Brit Gülland        | Frida Foster                  | 49–53                  | 2012      |
| Sonja Bruns         | Suzie Foster                  | 50–53                  | 2012      |
| Mathilda Hadem      | Stella                        | 58–60                  | 2012      |
| Marcel Saibert      | Ricardo                       | 66–70                  | 2012      |
| Peter Clös          | Mysteriöser Kutscher          | 70–71,74,119           | 2012–2013 |
| Mira Herold         | Caro Bode                     | 75–120                 | 2013–2014 |
| Henning Kober       | Jack Leopold III. (CIA)       | 81–95                  | 2013      |
| Maren Rossenberg    | Petronella Pastel             | 85–104                 | 2013      |
| Nele Hannah Facklam | Debbie                        | 87–90                  | 2013      |
| Hans Brand          | Davy von Burghart             | 94–101                 | 2013      |
| Madlen Kaniuth      | Helena                        | 110–111                | 2013      |
| Klaus Nierhoff      | Leif Rasmussen (Xenon 35)     | 121–171                | 2014      |
| Dominik Paul Weber  | Simon                         | 121–144                | 2014      |
| Karel Vingerhoets   | Geheimagent YB32              | 123–158                | 2014      |
| Bernardus Manders   | Komplize                      | 129–155                | 2014      |
| Markus Klauk        | Magnus Maeterlinck            | 135–146                | 2014      |
| Siegfried Kernen    | Herr Lepton / Richard Leopold | 136, 166, 167, 172–176 | 2014      |
| Aram van de Rest    | Geheimagent YB12              | 158–176                | 2014      |
| Manfred Böll        | Albert Einstein               | 168–176                | 2014      |
| Anderson Farah      | Julius Caesar                 | 168–176                | 2014      |
| Dimi Tarantino      | Ludwig XIV                    | 168–176                | 2014      |
| Armin Moeschler     | Napoleon Bonaparte            | 168–176                | 2014      |
| Susanne Richter     | Elizabeth Leopold             | 169–176                | 2014      |

## Ausstrahlung
Die Ausstrahlung begann am 3. September 2012 in allen Ländern auf den dortigen Nickelodeon-Ablegern. Lediglich die Sendezeiten variieren. In Belgien, Dänemark, den Niederlanden und in Schweden übernahm man dabei die Sendezeiten von Het Huis Anubis. Nach der Winterpause wurde die Sendung ab dem 18. Februar 2013 mit Folge 71 bis 120 fortgesetzt. Die zweite Staffel wurde vom 10. Februar 2014 bis zum 28. März 2014 gezeigt.
Der Fernsehfilm Hotel 13: Rock 'n' Roll Highschool zur Serie wurde erstmals am 9. November 2013 ausgestrahlt.
| Staffel   | Titel                              | Titelsong                   | Episoden | Ausstrahlung (Deutschland) Nickelodeon | Ausstrahlung (Deutschland) Nickelodeon |
| Staffel   | Titel                              | Titelsong                   | Episoden | von                                    | bis                                    |
| --------- | ---------------------------------- | --------------------------- | -------- | -------------------------------------- | -------------------------------------- |
| Staffel 1 | Teil 1 Das Abenteuer beginnt       | Hotel 13                    | 40       | 3. September 2012                      | 26. Oktober 2012                       |
| Staffel 1 | Teil 2 Das Rätsel der Zeitmaschine | Hotel 13                    | 40       | 29. Oktober 2012                       | 1. März 2013                           |
| Staffel 1 | Teil 3 Wettlauf gegen die Zeit     | Hotel 13                    | 40       | 4. März 2013                           | 26. April 2013                         |
| Staffel 2 | Die gestohlene Zeitmaschine        | Hotel 13 (gekürzte Version) | 56       | 10. Februar 2014                       | 28. März 2014                          |

## Episoden
| Nr. (gesamt)                        | Nr. (Staffel)                 | Deutscher Titel                               | Erstausstrahlung              |
| Teil 1: Das Abenteuer beginnt       | Teil 1: Das Abenteuer beginnt | Teil 1: Das Abenteuer beginnt                 | Teil 1: Das Abenteuer beginnt |
| ----------------------------------- | ----------------------------- | --------------------------------------------- | ----------------------------- |
| 1                                   | 1                             | Willkommen im Hotel 13                        | 3. September 2012             |
| 2                                   | 2                             | Die Diva                                      | 3. September 2012             |
| 3                                   | 3                             | Die Tür                                       | 4. September 2012             |
| 4                                   | 4                             | Eine tolle Überraschung                       | 5. September 2012             |
| 5                                   | 5                             | Mysteriöse Geräusche                          | 6. September 2012             |
| 6                                   | 6                             | Die Wand                                      | 10. September 2012            |
| 7                                   | 7                             | Die Zahlenkombination                         | 11. September 2012            |
| 8                                   | 8                             | Ein Strich durch die Rechnung                 | 12. September 2012            |
| 9                                   | 9                             | Oh, Oh Zauberei                               | 13. September 2012            |
| 10                                  | 10                            | Jukebox                                       | 14. September 2012            |
| 11                                  | 11                            | Der Schlüssel                                 | 17. September 2012            |
| 12                                  | 12                            | Schuldgefühle                                 | 18. September 2012            |
| 13                                  | 13                            | Cupido                                        | 19. September 2012            |
| 14                                  | 14                            | Unglück                                       | 20. September 2012            |
| 15                                  | 15                            | Wo ist der Schlüssel?                         | 21. September 2012            |
| 16                                  | 16                            | Drauf und Drunter                             | 24. September 2012            |
| 17                                  | 17                            | Sanduhr                                       | 25. September 2012            |
| 18                                  | 18                            | Das große Geheimnis                           | 26. September 2012            |
| 19                                  | 19                            | Ein gutes Versteck                            | 27. September 2012            |
| 20                                  | 20                            | Kettenreaktion                                | 28. September 2012            |
| 21                                  | 21                            | Müßiggang                                     | 1. Oktober 2012               |
| 22                                  | 22                            | Der Superstar                                 | 2. Oktober 2012               |
| 23                                  | 23                            | Das Kaninchen-Geheimnis                       | 3. Oktober 2012               |
| 24                                  | 24                            | Antwortsuche                                  | 4. Oktober 2012               |
| 25                                  | 25                            | Uuund … Film ab!                              | 5. Oktober 2012               |
| 26                                  | 26                            | M.                                            | 8. Oktober 2012               |
| 27                                  | 27                            | Vincent Evermore                              | 9. Oktober 2012               |
| 28                                  | 28                            | Echte Magie                                   | 10. Oktober 2012              |
| 29                                  | 29                            | Spurlos verschwunden                          | 11. Oktober 2012              |
| 30                                  | 30                            | Fischköpfe und Filmpremieren                  | 12. Oktober 2012              |
| 31                                  | 31                            | Katastrophentourismus der Zeit                | 15. Oktober 2012              |
| 32                                  | 32                            | Disco-Liv!                                    | 17. Oktober 2012              |
| 33                                  | 33                            | Wo ist Fritz?!                                | 17. Oktober 2012              |
| 34                                  | 34                            | Marshmallows, Bäuerchen und Liebesgeschichten | 18. Oktober 2012              |
| 35                                  | 35                            | Der Bolero von Liv                            | 19. Oktober 2012              |
| 36                                  | 36                            | Verschwundene Liebe                           | 22. Oktober 2012              |
| 37                                  | 37                            | Glasschmalzpilze                              | 24. Oktober 2012              |
| 38                                  | 38                            | Tödlicher Deal                                | 24. Oktober 2012              |
| 39                                  | 39                            | Lang lebe Pizza                               | 25. Oktober 2012              |
| 40                                  | 40                            | Zeitlose Liebe                                | 26. Oktober 2012              |
| Teil 2: Das Rätsel der Zeitmaschine |                               |                                               |                               |
| 41                                  | 41                            | Big Brother is watching you                   | 29. Oktober 2012              |
| 42                                  | 42                            | Bitte Lächeln!                                | 30. Oktober 2012              |
| 43                                  | 43                            | Orangen-Jack                                  | 31. Oktober 2012              |
| 44                                  | 44                            | Spooky, der Hund                              | 2. November 2012              |
| 45                                  | 45                            | Flo, der Schlagzeugkönig                      | 2. November 2012              |
| 46                                  | 46                            | Mein Name ist Magellan                        | 5. November 2012              |
| 47                                  | 47                            | Victoria triumphiert                          | 6. November 2012              |
| 48                                  | 48                            | Katz und Maus                                 | 7. November 2012              |
| 49                                  | 49                            | Das Dienstmädchen Lilly                       | 9. November 2012              |
| 50                                  | 50                            | Der Schmetterlingseffekt                      | 9. November 2012              |
| 51                                  | 51                            | Der Dieb                                      | 12. November 2012             |
| 52                                  | 52                            | Lady R.                                       | 13. November 2012             |
| 53                                  | 53                            | Die falsche Verlobte                          | 14. November 2012             |
| 54                                  | 54                            | Nallegam                                      | 16. November 2012             |
| 55                                  | 55                            | Wo ist Lilly?                                 | 16. November 2012             |
| 56                                  | 56                            | Alles wieder normal?                          | 19. November 2012             |
| 57                                  | 57                            | Ruhe vor dem Sturm                            | 20. November 2012             |
| 58                                  | 58                            | Wie eine Maus in der Falle                    | 21. November 2012             |
| 59                                  | 59                            | Der Weg zurück                                | 23. November 2012             |
| 60                                  | 60                            | Unter Segel                                   | 23. November 2012             |
| 61                                  | 61                            | Undank ist der Weltenlohn                     | 26. November 2012             |
| 62                                  | 62                            | Inkognito                                     | 28. November 2012             |
| 63                                  | 63                            | Macho-Flo                                     | 28. November 2012             |
| 64                                  | 64                            | Geister auf dem Flur                          | 29. November 2012             |
| 65                                  | 65                            | Verrat                                        | 30. November 2012             |
| 66                                  | 66                            | Der Albatros                                  | 3. Dezember 2012              |
| 67                                  | 67                            | Allein in der Vergangenheit                   | 4. Dezember 2012              |
| 68                                  | 68                            | Flo im Showbiz                                | 6. Dezember 2012              |
| 69                                  | 69                            | Der Anschlag                                  | 6. Dezember 2012              |
| 70                                  | 70                            | Auf der Suche nach Anna                       | 7. Dezember 2012              |
| 71                                  | 71                            | Der Unfall                                    | 18. Februar 2013              |
| 72                                  | 72                            | Der Schlüssel zum Geheimnis                   | 20. Februar 2013              |
| 73                                  | 73                            | Wer bin ich?                                  | 20. Februar 2013              |
| 74                                  | 74                            | Amalia Hennings                               | 21. Februar 2013              |
| 75                                  | 75                            | Wettlauf mit der Zeit                         | 22. Februar 2013              |
| 76                                  | 76                            | Aus den Augen                                 | 25. Februar 2013              |
| 77                                  | 77                            | In der Klemme                                 | 26. Februar 2013              |
| 78                                  | 78                            | Cola und Muscheln                             | 27. Februar 2013              |
| 79                                  | 79                            | Stimmen aus der Vergangenheit                 | 1. März 2013                  |
| 80                                  | 80                            | Der Brief                                     | 1. März 2013                  |
| Teil 3: Wettlauf gegen die Zeit     |                               |                                               |                               |
| 81                                  | 81                            | Kung Fu Dikkie                                | 4. März 2013                  |
| 82                                  | 82                            | Poochy der Hund                               | 5. März 2013                  |
| 83                                  | 83                            | Die Befreiung                                 | 6. März 2013                  |
| 84                                  | 84                            | Ein Netz aus Intrigen                         | 8. März 2013                  |
| 85                                  | 85                            | Victorias Geheimnis                           | 8. März 2013                  |
| 86                                  | 86                            | Staatsbesuch                                  | 11. März 2013                 |
| 87                                  | 87                            | Operation Rollstuhl                           | 13. März 2013                 |
| 88                                  | 88                            | Die Entführung                                | 13. März 2013                 |
| 89                                  | 89                            | Entführt                                      | 14. März 2013                 |
| 90                                  | 90                            | Unerwünster Besuch                            | 15. März 2013                 |
| 91                                  | 91                            | Die Dessert Spezialistin                      | 18. März 2013                 |
| 92                                  | 92                            | Die Ansichtskarte                             | 19. März 2013                 |
| 93                                  | 93                            | Spezialagent Tom                              | 20. März 2013                 |
| 94                                  | 94                            | Die Konkurrenz                                | 22. März 2013                 |
| 95                                  | 95                            | Didi der Surfgott                             | 22. März 2013                 |
| 96                                  | 96                            | Flos Surfschule                               | 25. März 2013                 |
| 97                                  | 97                            | Karmamuschel                                  | 26. März 2013                 |
| 98                                  | 98                            | Gefangen in der Gegenwart                     | 28. März 2013                 |
| 99                                  | 99                            | Der tote Engel                                | 28. März 2013                 |
| 100                                 | 100                           | Das Grabmal                                   | 29. März 2013                 |
| 101                                 | 101                           | Der Surfwettbewerb                            | 1. April 2013                 |
| 102                                 | 102                           | Und der Verlierer ist … Jack!                 | 2. April 2013                 |
| 103                                 | 103                           | Schatzjagd                                    | 3. April 2013                 |
| 104                                 | 104                           | Wie der Vater, so der Sohn                    | 5. April 2013                 |
| 105                                 | 105                           | Ist die Katze aus dem Haus                    | 5. April 2013                 |
| 106                                 | 106                           | Zombie-Liv                                    | 8. April 2013                 |
| 107                                 | 107                           | Verlorene Erinnerungen                        | 9. April 2013                 |
| 108                                 | 108                           | Diederichs Dilemma                            | 11. April 2013                |
| 109                                 | 109                           | Spieglein, Spieglein an der Wand              | 11. April 2013                |
| 110                                 | 110                           | Der Anschlag                                  | 12. April 2013                |
| 111                                 | 111                           | Die Lascher                                   | 15. April 2013                |
| 112                                 | 112                           | Eine Hand wäscht die andere                   | 16. April 2013                |
| 113                                 | 113                           | Pakt mit dem Teufel                           | 17. April 2013                |
| 114                                 | 114                           | Detektivin von Lippstein                      | 18. April 2013                |
| 115                                 | 115                           | Der große Betrug                              | 19. April 2013                |
| 116                                 | 116                           | In der Falle                                  | 22. April 2013                |
| 117                                 | 117                           | Die Rettung                                   | 23. April 2013                |
| 118                                 | 118                           | Erdnussbutter mit Sahne und sauren Gurken     | 24. April 2013                |
| 119                                 | 119                           | Gerade noch rechtzeitig …                     | 25. April 2013                |
| 120                                 | 120                           | Und die Zeit tickt weiter …                   | 26. April 2013                |

| Nr. (gesamt)                | Nr. (Staffel)               | Deutscher Titel                                 | Erstausstrahlung            |
| Die gestohlene Zeitmaschine | Die gestohlene Zeitmaschine | Die gestohlene Zeitmaschine                     | Die gestohlene Zeitmaschine |
| --------------------------- | --------------------------- | ----------------------------------------------- | --------------------------- |
| 121                         | 1                           | Verbrechen gegen die Zeit                       | 10. Februar 2014            |
| 122                         | 2                           | Der Eindringling                                | 10. Februar 2014            |
| 123                         | 3                           | Der Mann mit den hellen Augen                   | 11. Februar 2014            |
| 124                         | 4                           | Erwischt                                        | 12. Februar 2014            |
| 125                         | 5                           | Der Geheimbund                                  | 13. Februar 2014            |
| 126                         | 6                           | Der versteckte Tunnel                           | 14. Februar 2014            |
| 127                         | 7                           | Die Küchen-Experimente                          | 17. Februar 2014            |
| 128                         | 8                           | Die Plattenfirma                                | 18. Februar 2014            |
| 129                         | 9                           | Der neue Simon                                  | 19. Februar 2014            |
| 130                         | 10                          | Zoe                                             | 20. Februar 2014            |
| 131                         | 11                          | Der Deckel                                      | 21. Februar 2014            |
| 132                         | 12                          | Im Tunnel                                       | 24. Februar 2014            |
| 133                         | 13                          | Endlich eine Spur                               | 25. Februar 2014            |
| 134                         | 14                          | Auf der Suche nach Simon                        | 26. Februar 2014            |
| 135                         | 15                          | Der falsche YB                                  | 27. Februar 2014            |
| 136                         | 16                          | Kuchen oder Torte                               | 28. Februar 2014            |
| 137                         | 17                          | Weiße Flecken oder Gespenster                   | 3. März 2014                |
| 138                         | 18                          | Die Kinderanimation                             | 3. März 2014                |
| 139                         | 19                          | Die Kaffeetasse                                 | 4. März 2014                |
| 140                         | 20                          | Termin in den Dünen                             | 4. März 2014                |
| 141                         | 21                          | Der Hightech Bunker                             | 5. März 2014                |
| 142                         | 22                          | Das Geheimnis der Prinzessin                    | 5. März 2014                |
| 143                         | 23                          | Die Ninja’s                                     | 6. März 2014                |
| 144                         | 24                          | Abschied von Simon                              | 6. März 2014                |
| 145                         | 25                          | Die Vergangenheit und die Zukunft durcheinander | 7. März 2014                |
| 146                         | 26                          | Prinzessin Liv                                  | 7. März 2014                |
| 147                         | 27                          | Der Neandertaler                                | 10. März 2014               |
| 148                         | 28                          | Die Fehde                                       | 10. März 2014               |
| 149                         | 29                          | Die besten Freundinnen                          | 11. März 2014               |
| 150                         | 30                          | Victoria                                        | 11. März 2014               |
| 151                         | 31                          | Zurück zu prähistorischen Zeiten                | 12. März 2014               |
| 152                         | 32                          | Wo is Liv                                       | 12. März 2014               |
| 153                         | 33                          | Xenon 35                                        | 13. März 2014               |
| 154                         | 34                          | Nichts ist wie es scheint                       | 13. März 2014               |
| 155                         | 35                          | Das Missverständnis                             | 14. März 2014               |
| 156                         | 36                          | Der Auftraggeber                                | 14. März 2014               |
| 157                         | 37                          | Ich mache auch nur meine Arbeit                 | 17. März 2014               |
| 158                         | 38                          | Liebe oder Freundschaft                         | 17. März 2014               |
| 159                         | 39                          | Was ist in der Kiste                            | 18. März 2014               |
| 160                         | 40                          | Das Geheimnis in der zweiten Etage              | 18. März 2014               |
| 161                         | 41                          | Eine bizarre Entdeckung                         | 19. März 2014               |
| 162                         | 42                          | Gefangene von YB                                | 19. März 2014               |
| 163                         | 43                          | Den Talisman von Magelaan                       | 20. März 2014               |
| 164                         | 44                          | Das Schreiben von Herrn Lepton                  | 20. März 2014               |
| 165                         | 45                          | In die Höhle des Löwen                          | 21. März 2014               |
| 166                         | 46                          | Schade, schade, schade                          | 21. März 2014               |
| 167                         | 47                          | Lepton ist Richard                              | 24. März 2014               |
| 168                         | 48                          | Die Entführung von Anna                         | 24. März 2014               |
| 169                         | 49                          | Mamma                                           | 25. März 2014               |
| 170                         | 50                          | Einstein                                        | 25. März 2014               |
| 171                         | 51                          | Das Treffen mit den YB                          | 26. März 2014               |
| 172                         | 52                          | Kein zurück                                     | 26. März 2014               |
| 173                         | 53                          | In der Zeit verloren                            | 27. März 2014               |
| 174                         | 54                          | Nichts kann mich noch aufhalten                 | 27. März 2014               |
| 175                         | 55                          | Die Zeitschleife                                | 28. März 2014               |
| 176                         | 56                          | Die Welt oder einander                          | 28. März 2014               |

## Erfolg
Einschaltquoten bei den 8- bis 15-Jährigen:
| Monat / Quartal | Ausgestrahlte neue Episoden | Einschaltquoten | Marktanteil |
| --------------- | --------------------------- | --------------- | ----------- |
| 3. Quartal 2012 | 20                          | 0,09 Mio.       | 1,3 %       |
| 4. Quartal 2012 | 50                          | 0,10 Mio.       | 7,5 %       |
| 1. Quartal 2013 | 30                          | -               | -           |

## Merchandising
Am 21. September 2012 erschienen Produkte wie Brettspiele, Puzzle, Bettwäsche und Wandkalender.
Am 25. September 2012 erschien das erste und bisher einzige offizielle Magazin zur Serie. Am 26. Oktober 2012 erschien das erste Hörspiel zum Buch. Das zweite am 8. März 2013 und das dritte am 12. April 2013. Am 15. November 2012 erschien die erste DVD-Box mit den Folgen 1 bis 40, die zweite mit den Folgen 41 bis 80 am 1. März 2013 und am 3. Mai 2013 die dritte und vorerst letzte DVD-Box mit den Folgen 81 bis 120. Jede DVD-Box enthält drei DVDs. Am 19. November 2012 erschien der Roman „Hotel 13 – das Abenteuer beginnt“ als Buch. Es folgten Band 2 „Hotel 13 – Das Rätsel der Zeitmaschine“ am 18. Februar 2013 und Band 3 „Hotel 13 – Wettlauf gegen die Zeit“ am 15. April 2013.
| Produkt                  | Deutscher Titel                | Erscheinungsdatum  |
| ------------------------ | ------------------------------ | ------------------ |
| DVD Staffel 1 Teil 1     | Das Abenteuer beginnt          | 15. November 2012  |
| DVD Staffel 1 Teil 2     | Das Geheimnis der Zeitmaschine | 1. März 2013       |
| DVD Staffel 1 Teil 3     | Wettlauf gegen die Zeit        | 3. Mai 2013        |
| Das offizielle Magazin   | /                              | 25. September 2012 |
| Hörbuch Staffel 1 Teil 1 | Das Abenteuer beginnt          | 26. Oktober 2012   |
| Hörbuch Staffel 1 Teil 2 | Das Rätsel der Zeitmaschine    | 8. März 2013       |
| Hörbuch Staffel 1 Teil 3 | Wettlauf gegen die Zeit        | 12. April 2013     |
| Buch Band 1              | Das Abenteuer beginnt          | 19. November 2012  |
| Buch Band 2              | Das Rätsel der Zeitmaschine    | 18. Februar 2013   |
| Buch Band 3              | Wettlauf gegen die Zeit        | 15. April 2013     |
| DVD TV-Special           | Rock 'n' Roll Highschool       | 2013               |